# Joseph Jongen
Joseph-Marie-Alphonse-Nicolas Jongen (født 14 december 1873 Liège , Belgien, død 12 juli 1953 Sart-Lez-Spa , Belgien) var en belgisk komponist og professor. 
Jongen komponerede orkesterværker , koncerter etc. men er nok mest kendt for sit monumentale værk for orgel og orkester Symphonie Concertante' fra 1926.
Han studerede i Liège , Tyskland og Italien. Blev senere professor på Bryssel musikkonservatorium. 

## Udvalgte værker
- Symfoni (1898-1899) - for orkester
- "Symfoni Koncertante" (1926) – for orgel og orkester
- 3 Symfoniske Satser" (1951) - for orkester
- "Symfonisk Koncert" (1892) - for klaver og orkester
- "Ballade" (19499 - for orkester
- klaverkoncert (1943) - for klaver og orkester
- Cellokoncert (1900) - for cello og orkester
- Harpekoncert (1944) - for harpe og orkester
- 4 Strygerkvartetter (1893, 1894, 1916, 1921)
- "Liljer" (1902) - for sanger og klaver
- "Krysantemum" (1902) - for sanger og klaver
- "Efter en drøm" (1902) - for sanger og klaver
- "Spring glød" (1902) - for sanger og klaver
- "Sonate Eroica" (1930) (dedikeret til Joseph Bonnet, organist ved St Eustache i Paris) - for orgel
- "Pastorale" sonate (1906) - for orgel
- "Bekymre" (1922) - for klaver
- "Nostalgisk" (1922) - for klaver
- "At danse" (1922) - for klaver
- "Pine" (1922) - for klaver